# Элеваторное (Матиясовский сельский совет)
Элеваторное (укр. Елеваторне) — посёлок в Березанском районе Николаевской области Украины.
Население по переписи 2001 года составляло 10 человек. Почтовый индекс — 57409. Телефонный код — 5153. Занимает площадь 0,281 км².

## Местный совет
57445, Николаевская обл., Березанский р-н, с. Матиясово, ул. Мира, 1